# Salvador Farfán
Salvador Farfán (22 giugno 1932 – 7 marzo 2023) è stato un calciatore messicano, di ruolo centrocampista.

## Carriera
Con la Nazionale messicana ha preso parte ai Mondiali 1962.